# Замок Лидфорд
Замок Лидфорд (англ. Lydford Castle) — средневековый замок в городе Лидфорд, графство Девон, Англия. Бывшая тюрьма.

## История
Первый замок в Лидфорде, иногда называемый нормандским фортом, представлял собой небольшую земляную насыпь в углу англосаксонского укреплённого бурга, и был построен в первые годы после нормандского завоевания Англии. Он был призван контролировать Девон после повсеместных восстания против нормандского правления в 1068 году. Нормандский форт был заброшен к середине XII века.
Второй замок был построен в 1195 году после резкого роста разбоя в Англии. Он включал в себя каменную башню с внутренним двором и вскоре стал использоваться в качестве тюрьмы и здания суда в Дартмурском лесу и деревнях Девона. Башня была перестроена в середине XIII века, вероятно, в 1260-х годах Ричардом, графом Корнуоллом. Замок теперь напоминал мотт и бейли, уже устаревший тип строения для того времени, однако он символизировал власть. В 1342 году замок, который до сих пор использовался как тюрьма и зал суда, перешёл к герцогству Корнуолл, которое владело им до XX века.

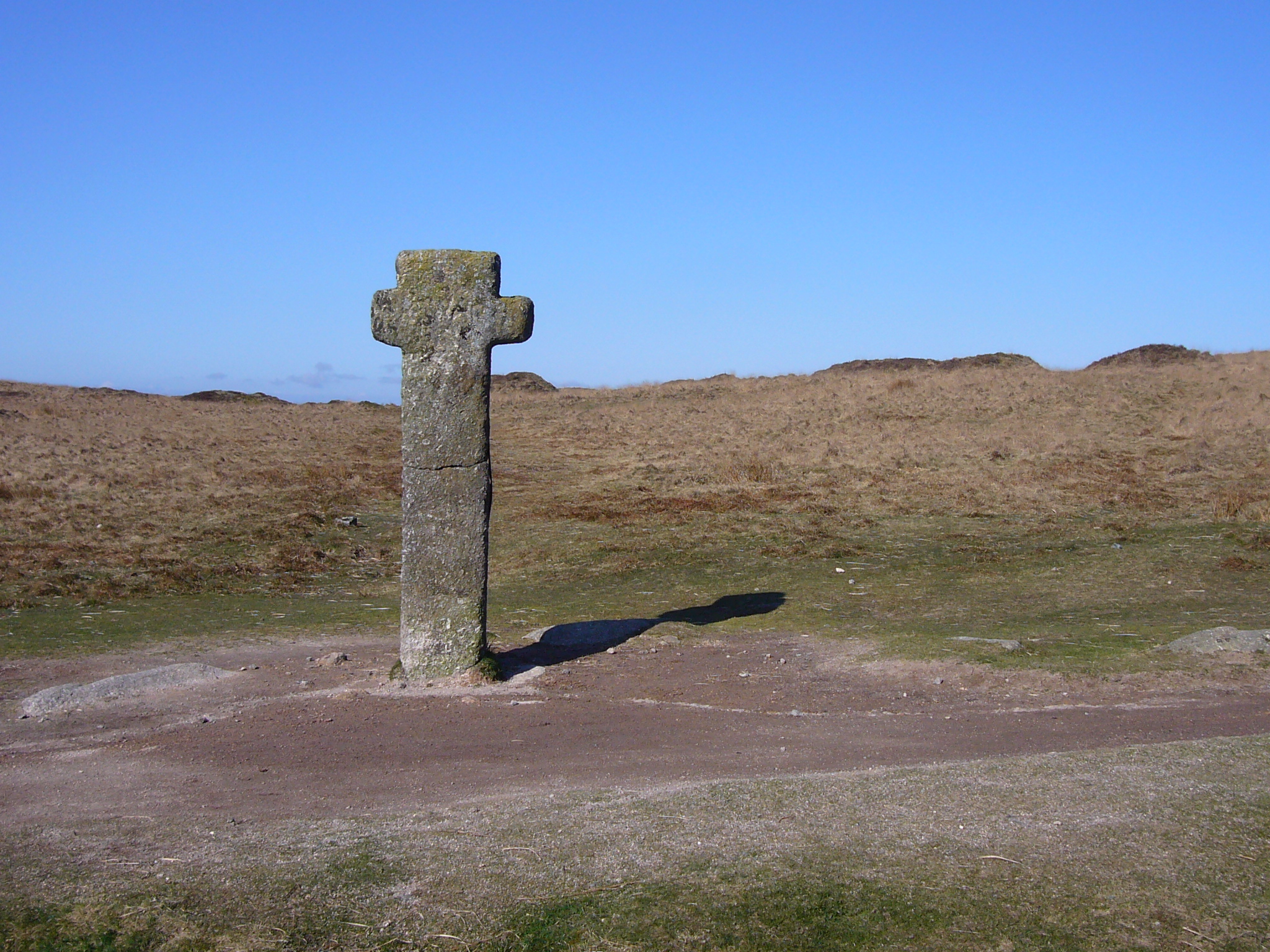
Столб, отмечающий границу Дартмутского леса

Замок неоднократно ремонтировался, а после приходил в упадок, поэтому его внешний вид со временем значительно изменился. Тем не менее, за исключением периода гражданской войны в Англии и Реставрации в XVII веке, Лидфордский замок играл важную роль в управлении Девоном и окрестными лесами вплоть до XIX века. Замок приобрел дурную репутацию из-за несправедливых приговорах в XIV веке, и жалобы на «закон Лидфорда» сохранялись веками. Когда в начале XIX века была построена тюрьма Дартмур, Лидфорд перестал быть центром правовым центром. К середине века замок пришёл в упадок.
В 1932 году замок Лидфорд отошёл государству, а в XXI веке находится в ведении комиссии «Английское наследие» как туристическая достопримечательность. Историк Эндрю Сондерс назвал замок архитектурно значимым, поскольку он является «самым ранним примером целенаправленно построенной тюрьмы» в Англии. Земляные укрепления нормандского форта принадлежат Национальному фонду и открыты для посещения.